# 霍華德灣
67°28′S 61°4′E / 67.467°S 61.067°E
霍華德灣（英語：Howard Bay）是南極洲的海灣，位於麥克羅伯特森地，西面是伯德角，東面是烏弗斯島和拉沙爾崖，寬3公里，在1931年2月由探險隊發現，以探險隊的水文學家命名。